# Leroy Jethro Gibbs
Leroy Jethro Gibbs (ur. w 1958 w Stillwater) − fikcyjna postać agenta NCIS i byłego snajpera Korpusu Piechoty Morskiej Stanów Zjednoczonych z amerykańskiego telewizyjnego serialu kryminalnego Agenci NCIS, grana przez Marka Harmona.

## O postaci
Człowiek o bardzo trudnym charakterze. Na pierwszy rzut oka nie wzbudza sympatii, jest oschły, nieprzyjemny i niepoprawny politycznie, często łamie obowiązujące normy i okazuje nieposłuszeństwo wobec przełożonych. Innych ludzi traktuje z dystansem, stara się nie okazywać sympatii. Dopiero po głębszym wniknięciu w jego złożoną osobowość okazuje się, że w gruncie rzeczy jest to niezwykle wrażliwy człowiek, mocno doświadczony przez życie.
Jego pierwsza żona, Shannon, oraz córka Kelly w 1991 roku zostały zabite przez meksykańskiego dilera narkotyków Pedro Hernandeza. Gibbs załamał się i próbował popełnić samobójstwo, a w końcu pomścił śmierć rodziny strzelając do jej zabójcy. Namówiony przez Mike'a Franksa wstąpił do NIS, poprzedniczki NCIS. Były snajper szybko okazał się również wyjątkowo utalentowanym agentem. W 1996 roku otrzymał własny zespół śledczych i do dziś pozostaje szefem. Przez pewien czas zastępował dyrektor Shepard w pełnieniu obowiązków. Wcześniej odszedł na emeryturę, jednak szybko powrócił do pracy.
Choć pozornie nie przywiązuje się do ludzi, w rzeczywistości zależy mu na wszystkich jego pracownikach. Wielokrotnie udowadnia, że jest gotów oddać życie za swoich podwładnych. Jest miły tylko w stosunku do Abby Sciuto. Często popędza zespół do pracy za pomocą uderzenia w tył głowy, pojawia się w biurze niezauważony i nie lubi przypuszczeń. Pija mocną kawę bez żadnych dodatków. Jest mistrzem przesłuchań i nie znosi, gdy ktoś mu je przerywa. Normy etyczne ceni wyżej, niż prawne, dlatego nierzadko nagina przepisy i do tego samego zachęca podwładnych.
Po śmierci Shannon ożenił się jeszcze trzykrotnie, jednakże każde jego małżeństwo zakończyło się rozwodem. Ma słabość do kobiet o rudych włosach. Dawniej romansował z Jenny Shepard, która później została jego szefową, zaś w serii czwartej oraz w początkach piątej nawiązuje relację z panią pułkownik Hollis Mann. Wydaje się jednak, że nikogo więcej nie pokochał po śmierci pierwszej żony. Ma bardzo trudne relacje z ojcem. W jednym z wcześniejszych odcinków Gibbs mówi nawet, że jego ojciec od wielu lat nie żyje.
Przez kilka lat Jethro budował w piwnicy łódź. Było to jego główne zajęcie, kiedy nie pracował. W czwartej serii budowa została ukończona, a łódź otrzymuje imię "Kelly" na cześć jego zmarłej córki. Do dziś tajemnicą pozostaje to, w jaki sposób Gibbs wyciągnął łódź z ciasnej piwnicy.
Już od pierwszego odcinka widzowie mają okazję zapoznać się z zasadami, które Gibbs stworzył i przekazuje podwładnym. Początkowo było ich pięćdziesiąt. W odcinku "Rule 51" powstaje zasada pięćdziesiąta pierwsza, a później okazuje się, że zostały dodane także inne. Owe zasady są cennymi wskazówkami i dotyczą zarówno bezpośrednio pracy, jak i ogólnych norm postępowania. Wzorem swojego mentora, pozostali członkowie zespołu również stworzyli własne zestawy zasad.

## Zasady Gibbsa
W serialu Agenci NCIS pojawiają się "Zasady" zwane też czasem "Regułami" zależnie od tłumaczenia. Są to zasady podawane przez agenta specjalnego Leroy Jethro Gibbsa swoim młodszym podopiecznym.

### Historia
W odcinku "Heartland", w jednej z retrospekcji, zostaje ukazane, jak w 1976 roku na peronie kolejowym w Stillwater w Pensylwanii, Gibbs spotkał swą pierwszą, jeszcze przyszłą, żonę Shannon, która mu powiedziała, że „Każdy potrzebuje kodeksu według którego może żyć.” Lata później, dawno po ślubie, te zasady zainspirowały do stworzenia przez Gibbsa podobnego zestawu zasad, które zaczął spisywać i trzymał w małej puszce w swoim domu. Teraz Gibbs naucza podległych mu agentów w NCIS i współpracowników.

### Ilość i numeracja
Pierwotnie Gibbs stworzył zestaw około 50 zasad numerowanych po kolei od #1 do ok. #50. Jednakowoż, zasady od #1 do #3 są podwojone, a w serialu pojawiły się w późniejszych odcinkach zasady o numerach powyżej 50: #51 i #69. Jak wyjaśnia producent wykonawczy serialu NCIS Shane Brennan: „Gibbs toczy swoje życie według zestawu reguł, które wzięły swój początek pierwszego dnia, którego spotkał Shannon. Z czasem Gibbs dodawał nowe reguły. Gdy wstąpił do NIS (NCIS swoją aktualną nazwę ma od 1992 r.), Mike Franks powiedział mu, że nie potrzebuje tuzinów różnych zasad by być agentem… tylko trzy „złote zasady”. To właśnie dlatego mamy podwojenia dla zasad #1 i #3. Trzy z nich są zasadami Gibbsa; trzy z nich to zasady Mike’a Franksa. Wciąż oczekujemy z ujawnieniem podwojonej zasady #2. I pozostawiamy widzom odgadnięcie, które z zasad to ‘złote zasady’ Mike’a Franksa, a które Gibbsa.”

### Po co te zasady?
Większość Zasad stosowanych jest na co dzień - głównie opisują one sposób prawidłowego prowadzenia śledztwa i sposobu postępowania ze współpracownikami. Jak powiedzieli Tonny i Abby, „Większość reguł stosujemy codziennie, ale czterdziestki stosujemy tylko w sytuacjach zagrożenia.” Jak zauważa Ziva, zasady nie są nigdzie spisane i każdy nowy pracownik nie może nauczyć się ich z kartki, tylko musi je poznać przez stosowanie ich w życiu. Producent serialu nie ujawnił całego zestawu zasad, a widzowie poznają je z czasem, oglądając kolejne odcinki serialu. Ujawnione do tej pory zasady prezentowane są poniżej:

### Lista zasad
| Nr zasady | Treść oryginalna | Tłumaczenie polskie | Nr odcinka, w którym się pojawia. |
| --------- | --- | --- | --- |
| #1        | Never let suspects stay together.                                                                                            | Nigdy nie pozwalaj podejrzanym przebywać w jednym pomieszczeniu | (Franks) 1x01 'Yankee White' |
| #1        | Never screw over your partner.                                                                                               | Nigdy nie dymaj (kantuj) partnera. | 4x14 'Blowback' |
| #2        | Always wear gloves at a crime scene.                                                                                         | Zawsze noś rękawiczki na miejscu zbrodni. | (Franks) 1x01 'Yankee White' |
| #3        | Don't believe what you're told. Double check.                                                                                | Nigdy nie wierz w to, co mówią inni. Sprawdzaj dwa razy. | (Franks) 1x01 'Yankee White' |
| #3        | Never be unreachable. | Nigdy nie bądź nieosiągalny. | 3x13 'Deception' |
| #4        | The best way to keep a secret? Keep it to yourself.Second best? Tell one other person - if you must. There is no third best. | Jeśli masz sekret, najlepiej zachowaj go dla siebie. Drugim najlepszym rozwiązaniem jest powiedzenie jednej osobie, jeśli musisz. Trzecie rozwiązanie nie istnieje. | 4x14 'Blowback' |
| #5        | You don't waste good. (…"You're Good" Gibbs says to DiNozzo)                                                                 | Nie marnuj dobra. | 8x22 'Baltimore' |
| #6        | Never apologize — Its a sign of weakness.                                                                                    | Nigdy nie przepraszaj – to oznaka słabości. | Zasada używana częściej niż pozostałe, jej numer został podany dopiero w odcinku 7x12 'Flesh and Blood' w trakcie pamiętnej sceny Gibbs/DiNozz. Pierwszą osobą, która użyła tej frazy był John Wayne w filmie „Nosiła żółtą wstążkę” – "Never apologize, mister, it. It's a sign of weakness." - W odcinku 3x23 'Hiatus Part-1' DiNozzo wyjaśnia dyrektor NCIS, Jenny Shepard, że Gibbs zaczerpnął to z „The Duke himself”. |
| #7        | Always be specific when you lie.                                                                                             | Zawsze podawaj szczegóły, gdy kłamiesz. | 1x23 'Reveille' |
| #8        | Never take anything for granted.                                                                                             | Nigdy nie zakładaj czegoś z góry za prawdę. | 3x10 'Probie' |
| #9        | Never go anywhere without a knife.                                                                                           | Nie wychodź z domu bez noża / zawsze miej przy sobie nóż. | 1x13 'One Shot, One Kill', 1x20 'Missing' |
| #10       | Never get personally involved on a case.(Said by Tony, agreed on by Gibbs)                                                   | Nigdy nie angażuj się osobiście w sprawę. | 7x21 'Obsession' Spalona w odcinku 13x16 'She' |
| #11       | When the job is done, walk away.                                                                                             | Wychodź z pracy, gdy jest skończona. | 6x24 'Semper Fidelis' |
| #12       | Never date a coworker. | Nigdy nie umawiaj się na randkę ze współpracownikiem. | 1x15 'Enigma' |
| #13       | Never, ever involve a lawyer.                                                                                                | Nigdy, przenigdy nie angażuj prawników. | 6x07 'Collateral Damage', 7x24 'Rule Fifty-One' |
| #14       | Bend the line, don't break it.                                                                                               | Naginaj prawo, ale go nie łam. | 11x04 'Anonymous was a Woman' |
| #15       | Always work as a team. | Zawsze pracuj z zespołem. | 5x05 'Leap of Faith' |
| #16       | If someone thinks they have the upper-hand, …break it!                                                                       | Jeśli ktoś ma poczucie panowania nad wszystkim - zniszcz je! | (DiNozzo) 8x24 'Pyramid' |
| #18       | It's better to seek forgiveness than ask permission.                                                                         | Lepiej prosić o przebaczenie, niż pytać o pozwolenie. | 3x04 'Silver War' |
| #20       | Always look under | Zawsze zaglądaj pod spód. | 12x17 'The Artful Dodger' |
| #22       | Never, ever bother Gibbs in interrogation.                                                                                   | Nigdy, przenigdy nie przeszkadzaj Gibbsowi w przesłuchaniu. | 4x10 'Smoked', 1x18 'UnSEALed' |
| #23       | Never mess with a Marine's coffee if you want to live.                                                                       | Nigdy nie podkradaj kawy żołnierzom korpusu. | 2x09 'Forced Entry' |
| #27       | Two ways to follow: First way, they never notice you, — second way, they only notice you.                                    | Istnieją dwa sposoby na śledzenie kogoś. Pierwszy sposób: ten ktoś nie zwraca na ciebie uwagi. Drugi sposób: ten ktoś zwraca uwagę tylko na ciebie.                 | 7x15 'Jack Knife', 7x24 'Rule Fifty-One' |
| #28       | When you need help, ask. | Gdy potrzebujesz pomocy, poproś | 13x10 'Blood Brothers' |
| #35       | Always watch the watchers.                                                                                                   | Zawsze obserwuj obserwatorów. | 8x22 'Baltimore' |
| #36       | If you feel like you are being played, you probably are                                                                      | Jeśli wydaje ci się, że ktoś cię zwodzi, tak pewnie jest. | 9x01 'Nature of the Beast' |
| #38       | Your case, your lead. | Twoja sprawa, twoje dowództwo. | 6x16 'Bounce' |
| #39       | There is no such thing as coincidence.                                                                                       | Przypadki nie istnieją. | 3x04 'Silver War', 7x21 'Obsession' |
| #40       | If it seems someone is out to get you, they are.                                                                             | Jeżeli wszystko wskazuje na to, że ktoś próbuję się do ciebie dobrać, tak właśnie jest.                                                                             | (Wypowiedziane przez Abby, potwierdzone przez Gibbsa) 7x22 'Borderland', 7x24 'Rule Fifty-One' |
| #42       | Does not accept an apology from fraud.                                                                                       | Nie przyjmuj przeprosin od oszusta. | 9x16 'Psych Out' |
| #44       | First things first. Hide the women and children.                                                                             | Pierwsze: ukryj kobiety i dzieci. | 7x23 'Patriot Down' |
| #45       | Clean up your own mess. | Sprzątaj po sobie. | (Gibbs powiedział, “Pozostawiłem bałagan, który muszę posprzątać” — DiNozzo skomentował to prosto Zasada #45) 7x24 'Rule Fifty-One' |
| #51       | Sometimes — You're Wrong! | Czasami się mylisz. | 7x24 'Rule Fifty-One' |
| #62       | Always give people space when getting off the elevator.                                                                      | Zawsze daj ludziom trochę miejsca, gdy wysiadają z windy. | 11x13 'Double Back' |
| #69       | Never trust a woman who doesn't trust her man.                                                                               | Nigdy nie wierz kobiecie, która nie ufa swojemu mężowi. | 9x07 ‘Devil's Triangle’ |
| #70       | Keep digging till you hit bottom                                                                                             | Kop aż do dna. | 12x05 'The San Dominick' |
| #73       | Never meet your heroes. (Unless it's your job.)                                                                              | Nie poznawaj swoich bohaterów. (Chyba, że to Twoja praca.) | 16x07 'Thousand Words' |

### Pozostałe zasady
Jest jeszcze jedna reguła - nie numerowana i nie należąca do zestawu powyższej 50-tki:
"Uderzenie w twarz jest obrazą - w tył głowy jest wezwaniem do przebudzenia." ("A slap to the face is an insult — to the back of the head is a wake-up call." )
Na wzór Gibbsa, podobne zestawy swoich zasad układają Tony, Abby, McGee i Ziva.
Zasada nr 10 zostaje spalona przez Gibbsa w 13 odcinku 16 sezonu